# Felix Moor
Felix Moor (12 de abril de 1903, em Suure-Jaani - 15 de maio de 1955, em Tallinn) foi um actor e professor de fala da Estónia. Ele foi o primeiro repórter de rádio da Estónia.
Em 1924 ele terminou a sua formação no Teatro/Estudio de Drama Estoniano (em estoniano:  Draamastuudio teatrikool).
Entre 1925 e 1927 foi actor e depois, entre 1927 e 1944, foi repórter da Rádio Estoniana.
Após a Segunda Guerra Mundial ele foi relacionado às primeiras transmissões ao vivo na Rádio da Estónia.